# Dadeldhura (plaats)
Dadeldhura, tegenwoordig Amargadhi, is een stad (Engels: municipality; Nepalees: nagarpalika) in het zuidwesten van Nepal, en tevens de hoofdstad van het district Dadeldhura. De stad telde bij de volkstelling in 1991 3.930 inwoners, in 2011 21.245 inwoners.